# Juan Bottaro
Juan Eduardo Bottaro (Lincoln, Argentina; 20 de julio de 1988) es un futbolista argentino. Juega de volante y surgió de Arsenal de Sarandí. Tras un paso por Everton de Viña del Mar, en Chile, actualmente se encuentra en Rivadavia de Lincoln. 
Se retiró por reiteradas lesiones óseas.